# René Adams
René Adams (1932) was een Belgisch redacteur en journalist.

## Levensloop
Hij groeide op in de arbeiderswijk Het Klein Eilandje te Anderlecht en doorliep de humaniora in het Koninklijk Atheneum.
In 1954 ging hij aan de slag als journalist bij Het Laatste Nieuws. In 1988 volgde hij er Leo Siaens op als hoofdredacteur. In 1994 ging hij op vervroegd pensioen. Hij werd als hoofdredacteur opgevolgd door Marcel Wilmet.
Tevens was hij voorzitter van 1983 tot 1990 van de Vlaamse Filmcommissie.